# Cindy Klassen
Cindy Klassen (n. 12 august 1979, Winnipeg, Manitoba, Canada) este o sportivă canadiancă, medaliată olimpică. A participat la 3 ediții ale Jocurilor Olimpice (2002, 2006, 2010) în care a câștigat o medalie de aur, două medalii de argint și 3 medalii de bronz.